# Tilly-sur-Seulles
Tilly-sur-Seulles je naselje in občina v severozahodnem francoskem departmaju Calvados regije Spodnje Normandije. Leta 2006 je naselje imelo 1.325 prebivalcev.

## Geografija
Kraj se nahaja v pokrajini Normandiji ob reki Seulles 15 km zahodno od središča regije Caena.

## Uprava
Tilly-sur-Seulles je sedež istoimenskega kantona, v katerega so poleg njegove vključene še občine Audrieu, Bretteville-l'Orgueilleuse, Brouay, Carcagny, Cheux, Cristot, Ducy-Sainte-Marguerite, Fontenay-le-Pesnel, Grainville-sur-Odon, Juvigny-sur-Seulles, Loucelles, Le Mesnil-Patry, Mondrainville, Mouen, Putot-en-Bessin, Rots, Sainte-Croix-Grand-Tonne, Saint-Manvieu-Norrey, Saint-Vaast-sur-Seulles, Tessel in Vendes s 15.513 prebivalci.
Kanton Tilly-sur-Seulles je sestavni del okrožja Caen.

## Zgodovina
Prvotni Tilly-Orceau se je leta 1793 v času francoske revolucije preimenoval v Tilly-sur-Seule, leta 1801 pa je oprevzel sedanje ime Tilly-sur-Seulles.
Med zavezniškim izkrcanjem v Normandiji je bilo v času bitke za Caen uničenega 70% mesta.

## Zanimivosti
- romanska cerkev sv. Petra,
- srednjeveški most,
- ruševine gradu Château de Tilly-sur-Seulles.